# トックリキワタ
トックリキワタ (Ceiba speciosa) は、アオイ目アオイ科（旧分類ではパンヤ科）に分類される落葉高木である。パンヤノキ属 Chorisia とする見解もあり、この場合の学名 Chorisia speciosa はシノニムである。
ブラジルで「パイネイラ(Paineira)」、南米スペイン語圏で「パロボラッチョ(palo Borracho)」、「ボトルの木(árbol botella)」ボリビアでは「トボロチ（Toborochi）」と呼ばれ、沖縄では「南米ざくら」と呼ばれることもある。北米のカリフォルニア州などではトゲの無い「Majestic Beaty」という園芸品種名で知られる。

## 形質
樹高20mに達する落葉高木である。若い木の樹皮は緑色で、幹に鋭いトゲが密に生える。成木は樹皮が褐色に変わり、幹がその名前が示すように、トックリ状に膨らんでくる。また幹のトゲは古くなると落下する。はじめからトゲの無い系統もある。
枝は3本ずつ放射状にほぼ水平に張り出す。葉は、長めの葉柄から5〜7枚の小葉が出ている掌状複葉（しょうじょうふくよう）であり、葉の縁は鋸切のようにギザギザである。
花は濃いピンク色で基部は淡い黄色、まれに白色であり、径は12〜15cmほどである。赤紫色の系統もある。雌蕊(しずい)は花柱を囲む短い仮雄蕊塔と、その上に伸びる雌蕊筒の上縁にある。
花は落葉後に、樹冠いっぱいに咲く。原産の南アメリカでは乾季の末に開花する。
実は楕円形で長さ10cm程度、表皮は緑色、熟すとひび割れ実の中に詰まっている綿が飛び出す。カポックなどパンヤ科の他の種類と同様に実の中には綿に包まれた多数（200個前後）の種子がある。種子の表面は黒褐色である。

## 用途
日本では、鑑賞用として珍重され、熱帯植物園で栽培されている。また主に南西諸島の街路樹、公園樹として導入されている。
結実した実からとれる綿は枕、座布団、クッション等の詰物として、また比重が軽く防水性もあるので救命具の詰物としても使用される。種子からは植物油が採取できる。

## 分布
原産地は、ブラジル中南米部、ボリビア、パラグアイ、アルゼンチンなどの南アメリカ中南部である。鑑賞用として北米などでも植栽されている。日本では1964年に沖縄県に導入された（後述）。

## 栽培
土質はあまり選ばないが、乾燥気味を好み、多湿土壌を嫌う。排水のよい土壌が好ましい。また直射日光を好み、日陰では開花しない。繁殖は実生の他、挿し木・取り木・接ぎ木など。種から育てた場合は開花まで約10年、その他の方法で約2年かかる。

### 日本での栽培
トックリキワタを日本で最初に栽培したのは、当時まだアメリカ軍の軍政下にあった沖縄である。琉球政府の農業技術者であった天野鉄夫が、1964年、沖縄県民が多数移住したボリビアのオキナワ移住地で開かれたボリビア移住10周年記念式典に参加した際に、ボリビアから種子を持ち帰ったことによる。
帰国後、天野の自宅で種子から苗木を育て、1970年に初めて開花に成功させた。その後、沖縄県の各地に植樹された。沖縄への導入の経緯から「トックリキワタ」を「南米ざくら」などと呼び、花の観賞樹木として親しまれている。
沖縄では10月下旬〜12月上旬に花が咲く。沖縄では結実することは困難であるが、挿し木・取り木・接ぎ木など人為的な方法で繁殖させるのが一般的である。
また沖縄都市モノレール線のおもろまち駅にトックリキワタの導入樹木とされ、天野が自宅で栽培した「天野株」が現存している（北緯26度13分26.5秒 東経127度41分52.9秒 / 北緯26.224028度 東経127.698028度）。

## 画像

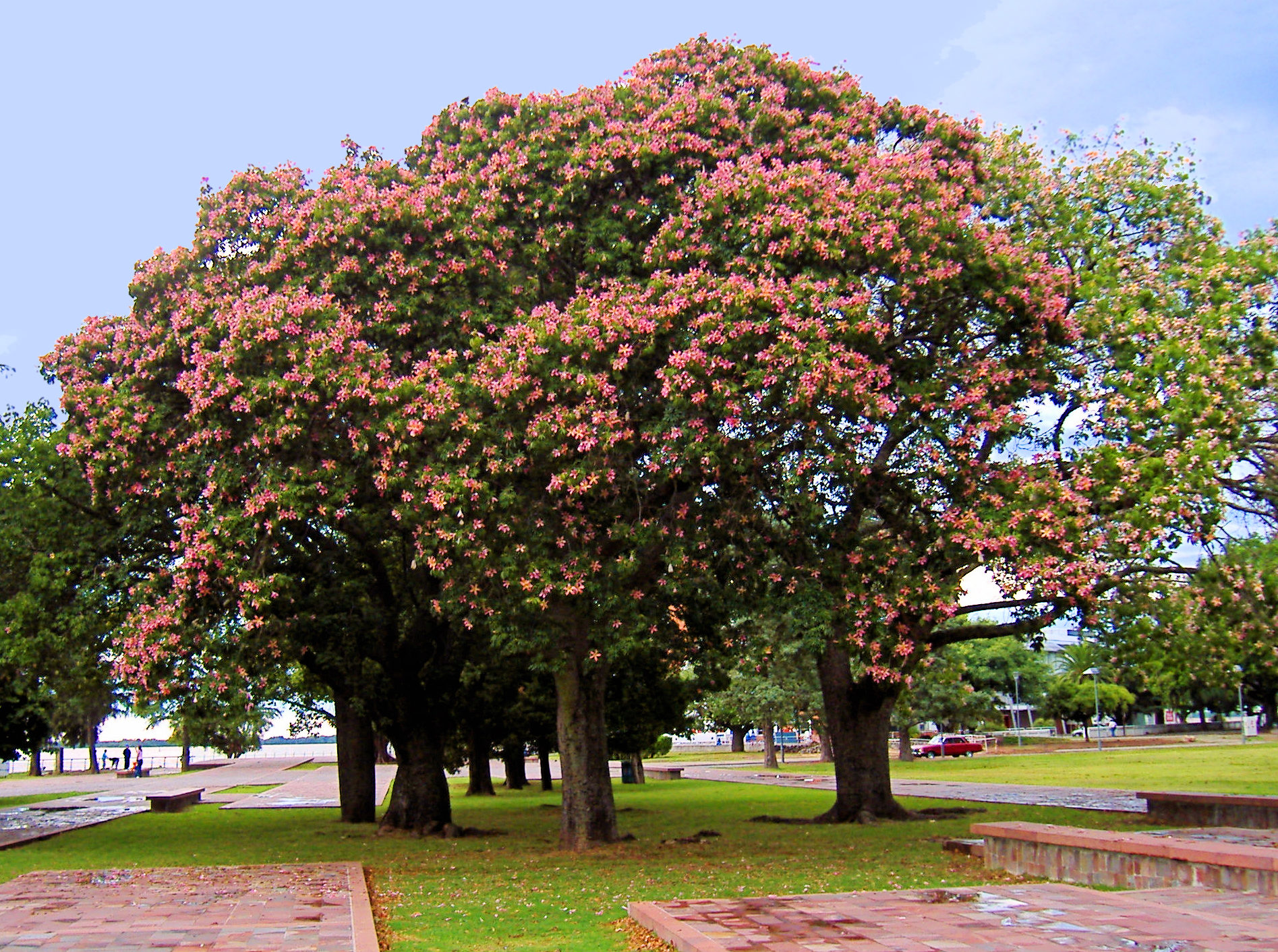
花を付けたトックリキワタの全景
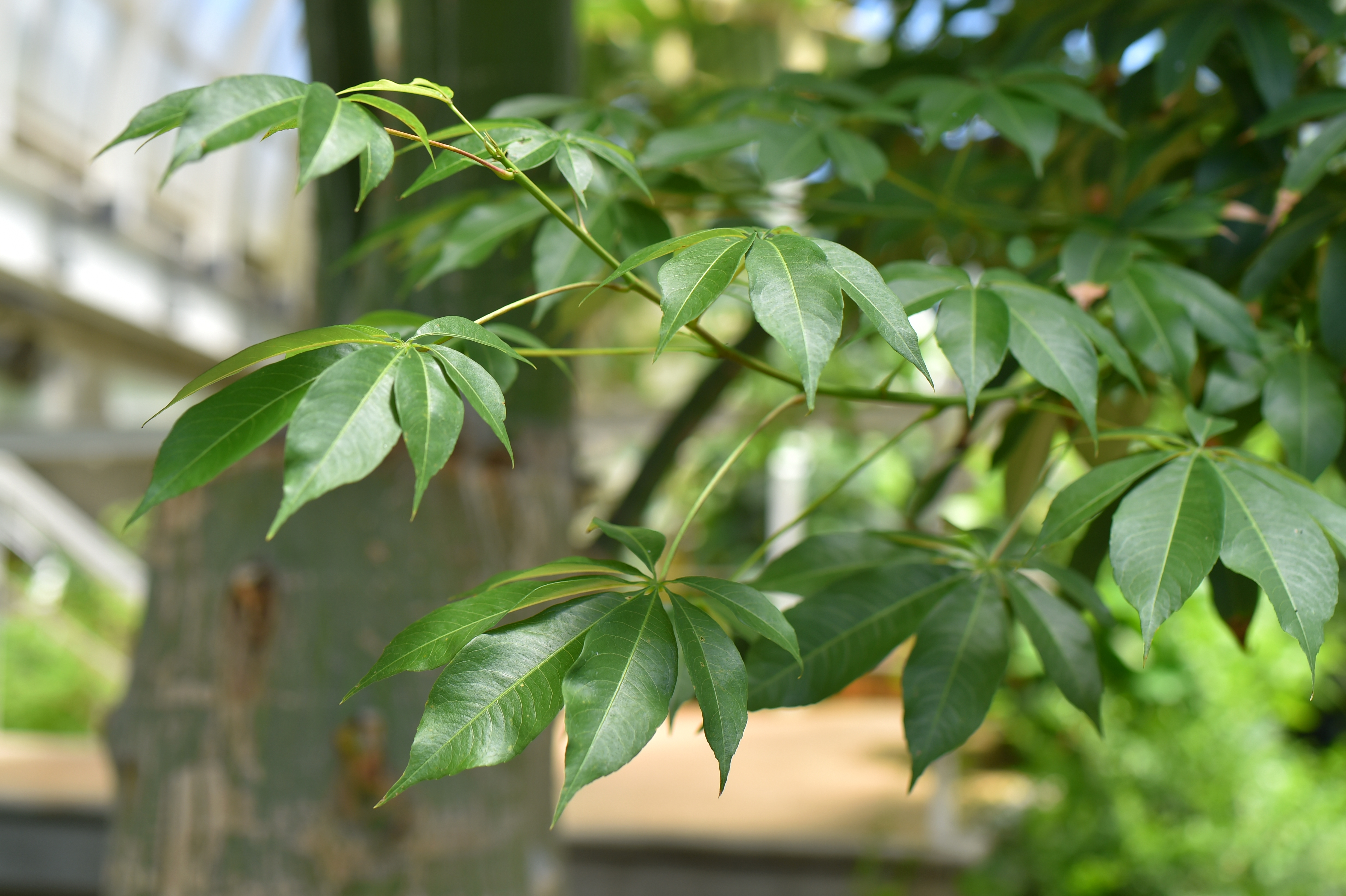
葉
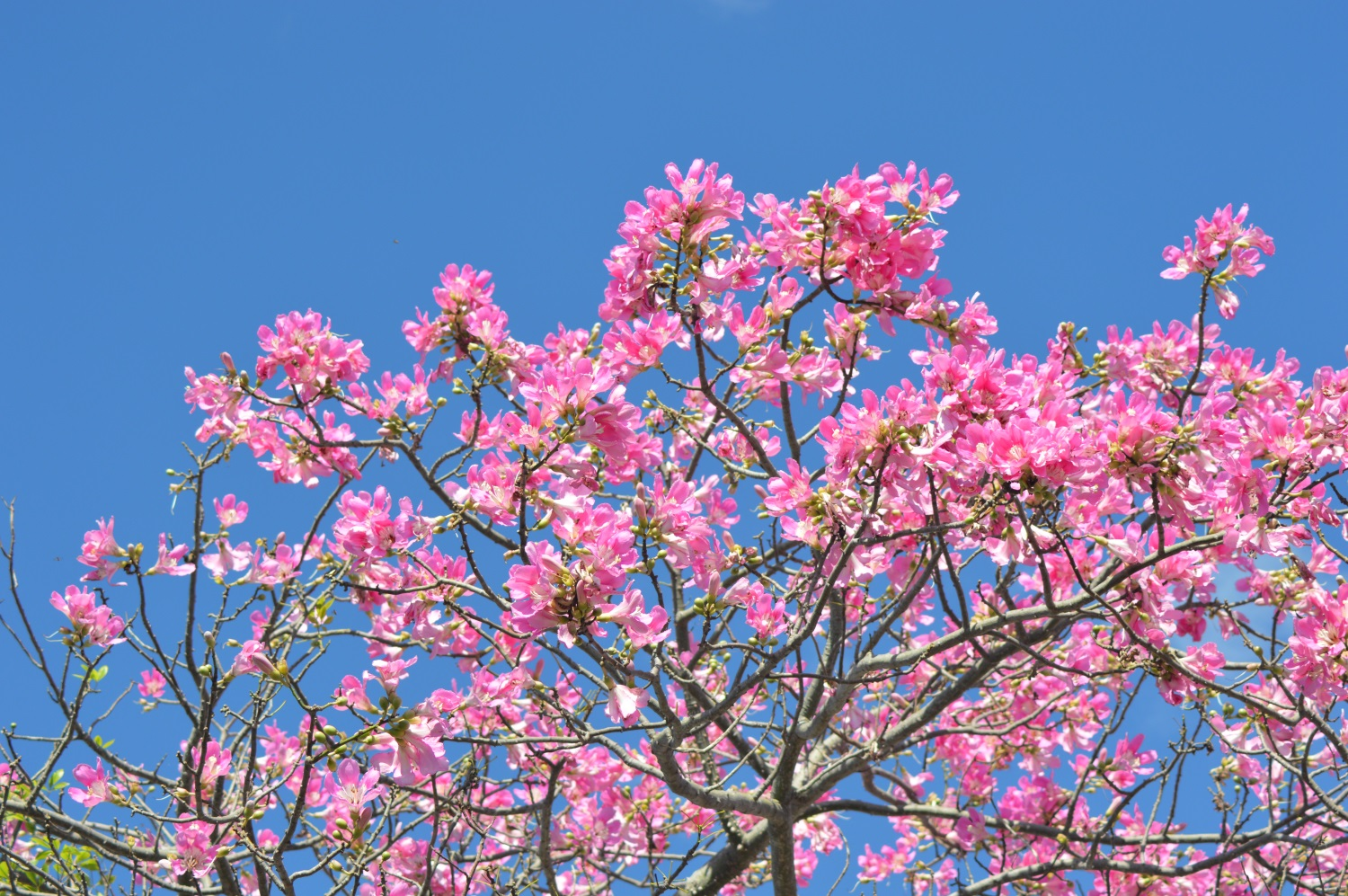
花
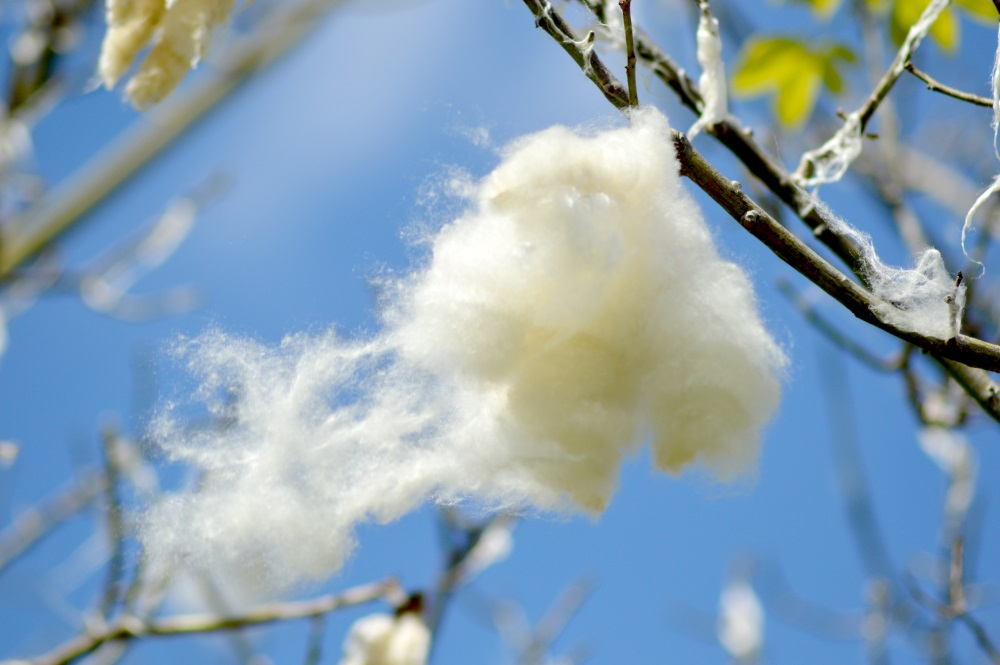
カポック綿
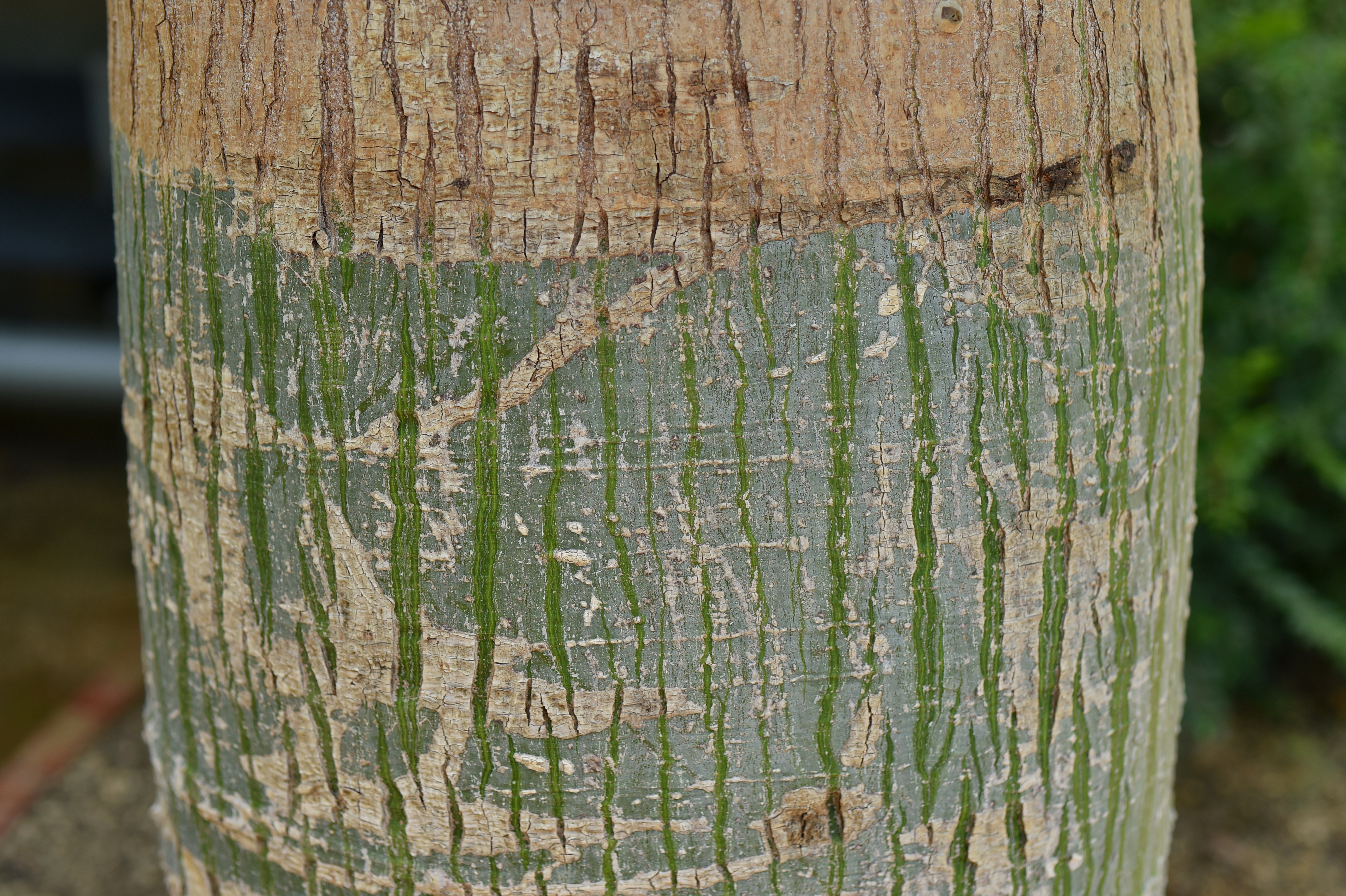
幹
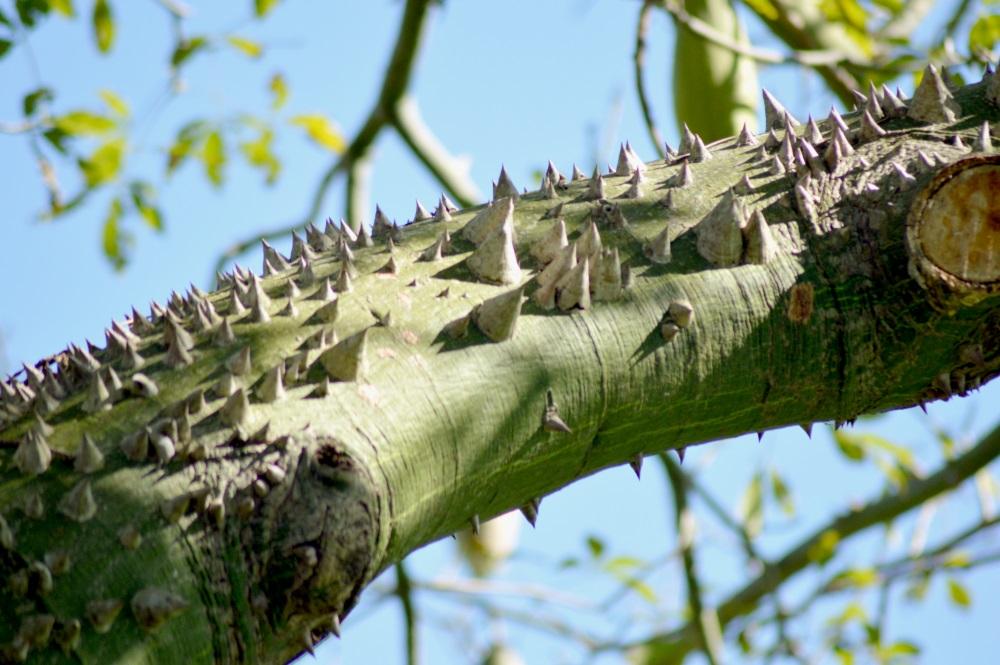
トックリキワタの太い枝とトゲ
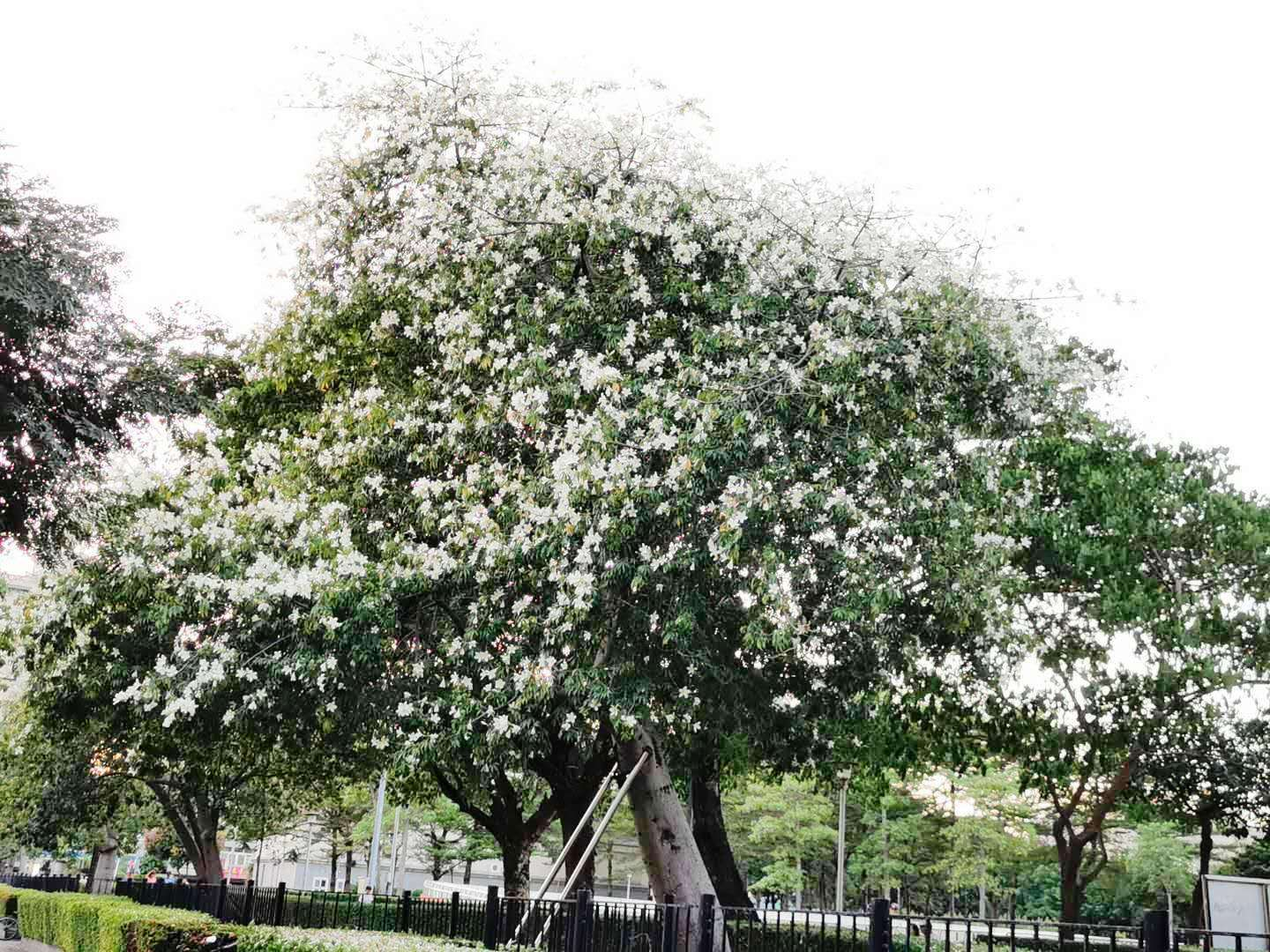
白い花
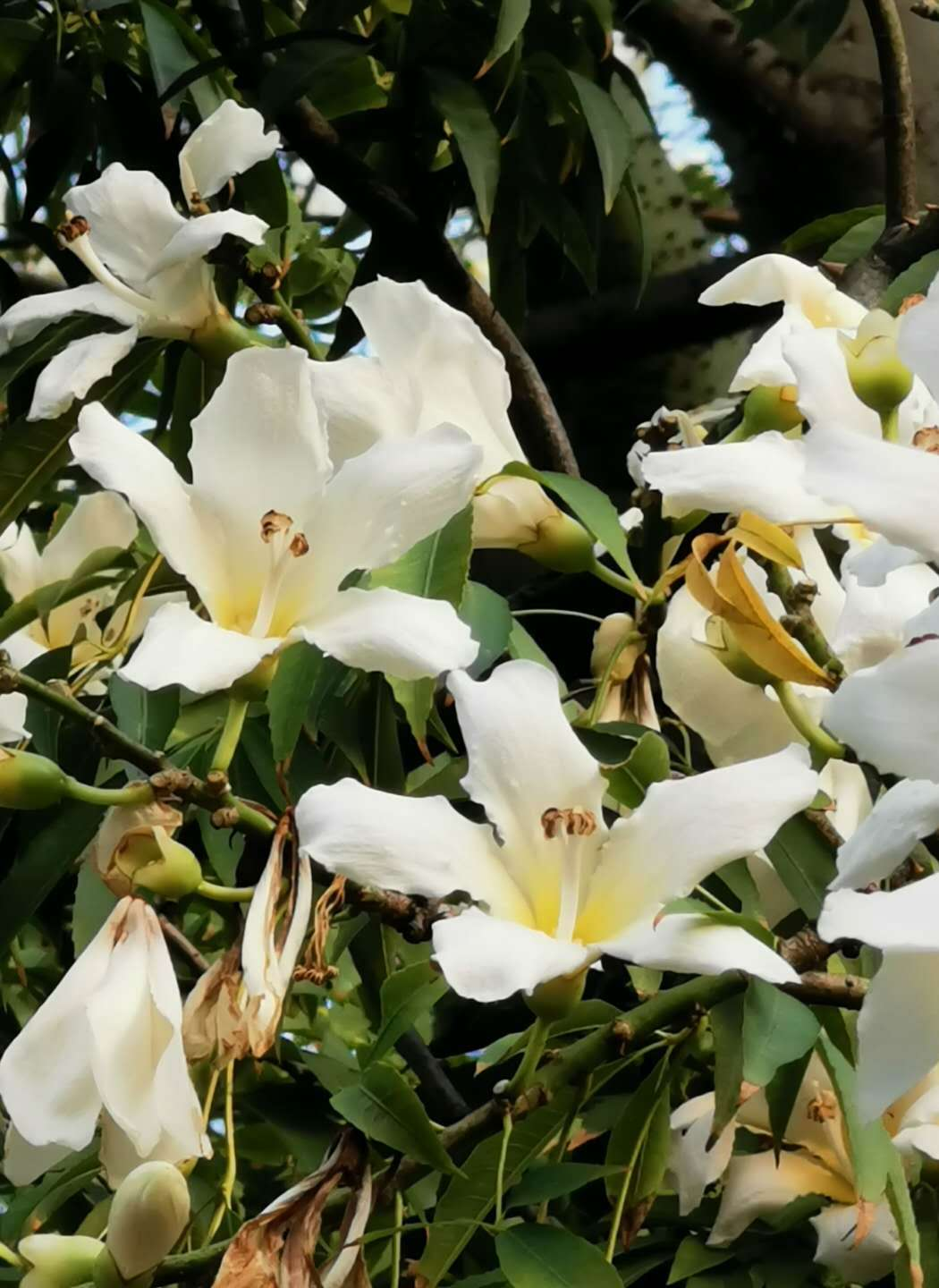
白い花